# Live Action Role Playing

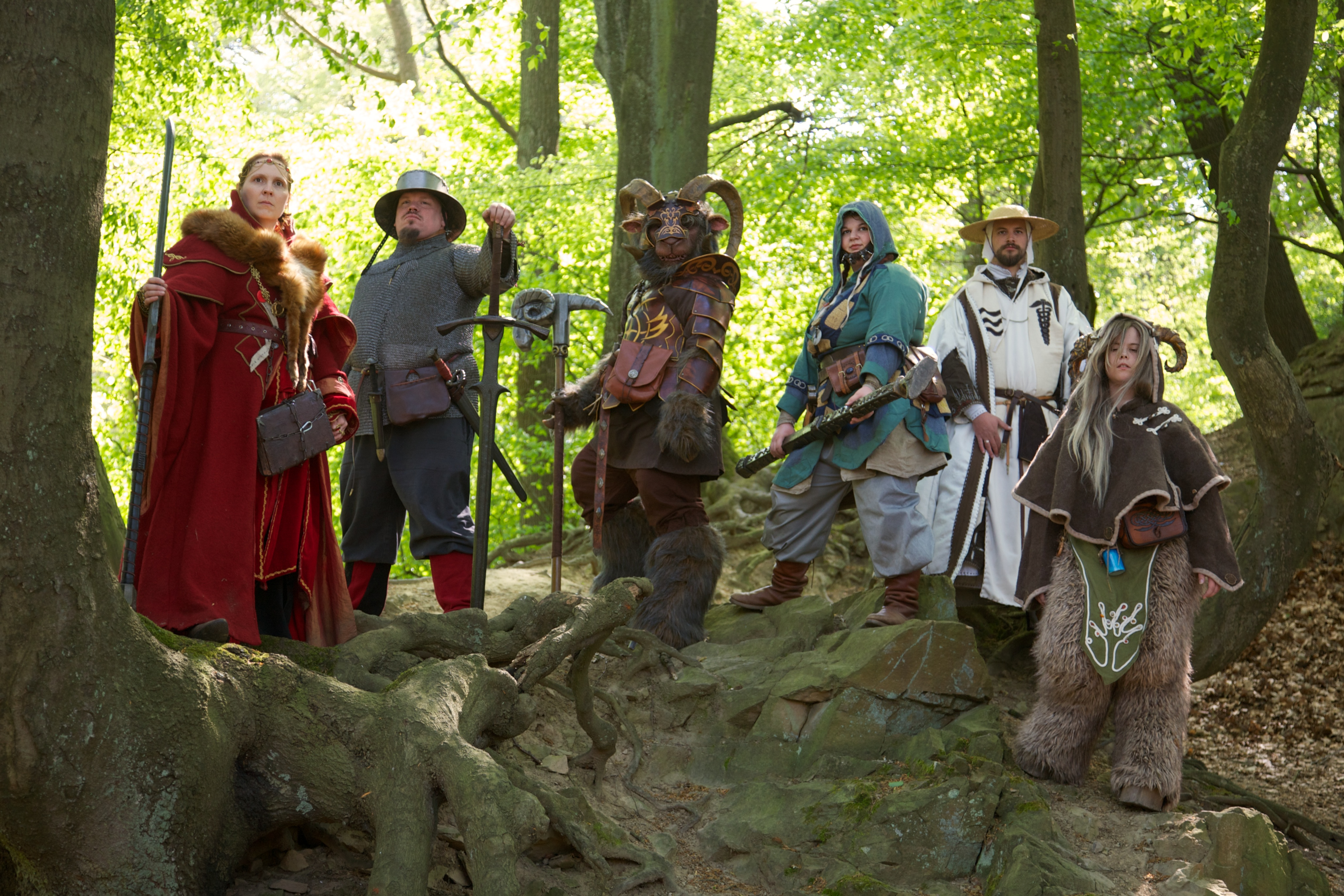
Eine Abenteurergruppe in einem Fantasy-Szenario

Live Action Role Playing (kurz LARP oder LARPing) oder Live-Rollenspiel ist eine Form von Rollenspielen, bei denen die Teilnehmer ihre Spielfigur physisch selbst darstellen. Es handelt sich also um eine Mischung aus Pen-&-Paper-Rollenspiel und Improvisationstheater. Die Spiele finden meist ohne Zuschauer statt. Die Teilnehmenden können im Rahmen einer Rolle, welche die eigene Spielfigur und ihre Eigenschaften und Möglichkeiten beschreibt, frei improvisieren. Die Spielfigur wird Charakter genannt. Soweit möglich finden die Veranstaltungen an Orten statt, deren Ambiente dem Szenario der Spielhandlung entspricht. Die Spieler tragen ihren Charakteren und dem Setting entsprechende Gewandung.

## Grundsätzliches

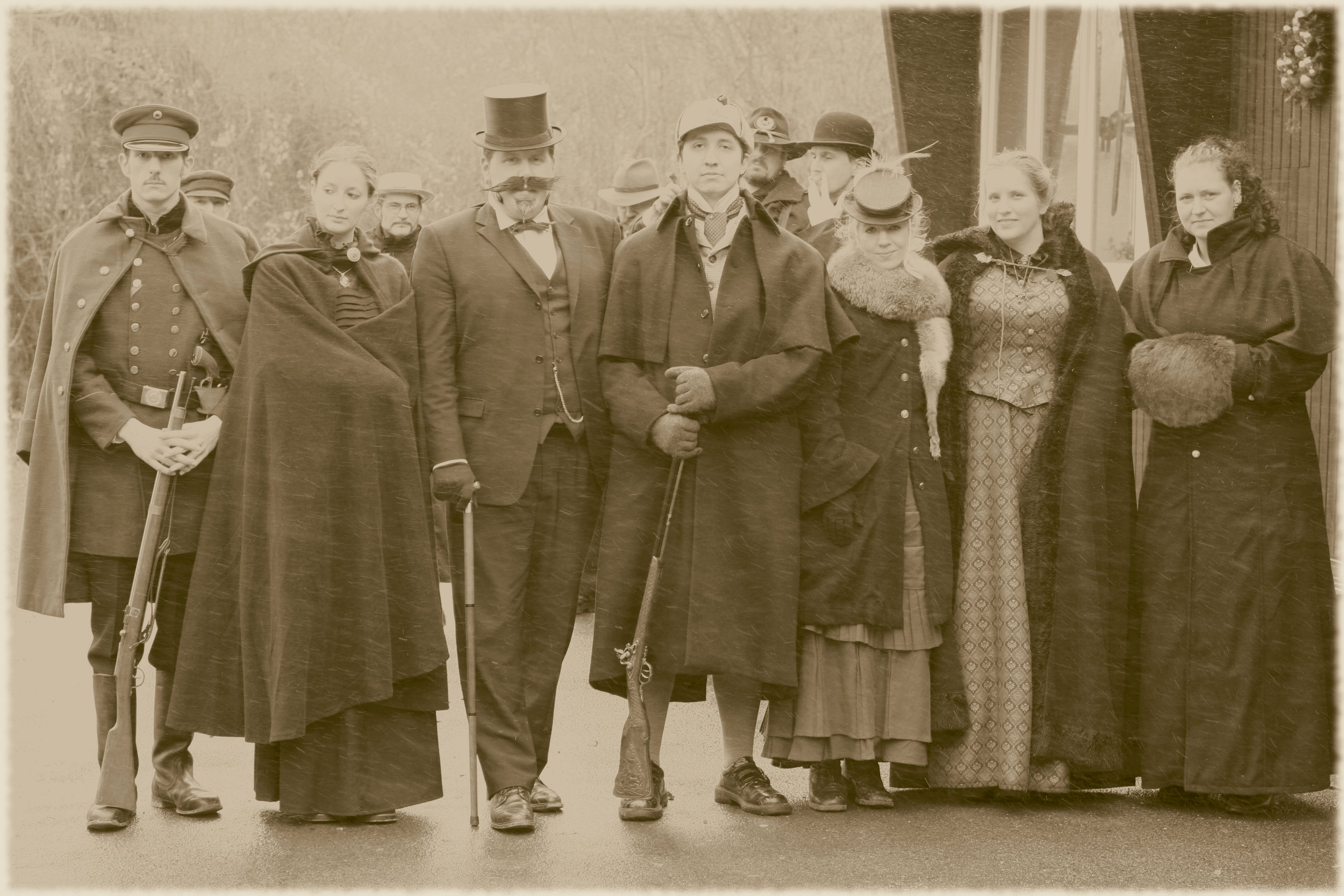
LARP in einem viktorianischen Szenario

LARP ist ein relativ junges, partizipatorisches Medium mit einer großen Anzahl an Möglichkeiten, sich zu beteiligen, von der Selbstverwirklichung bis hin zum simplen Zeitvertreib. Durch die sozialen Interaktionen ermöglicht es, sich selbst besser zu verstehen und weiterzuentwickeln.
Anfang 2020 veröffentlichten der DLRV e. V. und die Gesellschaft für Live-Rollenspiel e. V. ein Leitbild für Live-Rollenspiel, das die Aspekte Gemeinschaftlichkeit, soziale Verantwortlichkeit, Inklusion, Nachhaltigkeit und Partizipation als wesentliche Grundlagen für Live-Rollenspiel hervorhebt.

### Bezeichnung
Gelegentlich wird LARP auch als „Live Adventure Role Playing“ ausgeschrieben, um den Abenteuergedanken in den Vordergrund zu stellen. Das Wort „Action“ im ursprünglichen Begriff bezeichnet allerdings nicht das Action-Genre oder besonders aktionsreiche Spielinhalte, sondern entstammt dem feststehenden englischen Begriff „Live-action“, der auch beim Film eine Darstellung mit menschlichen Akteuren bezeichnet.

### Veranstaltungen
Derzeit gibt es in Deutschland etwa 500 bis 600 öffentlich ausgeschriebene Liverollenspiel-Veranstaltungen pro Jahr. Die ein- oder mehrtägigen Veranstaltungen werden oft kurz als Con, LARP oder Live bezeichnet. Liverollenspiel-Veranstaltungen werden in Deutschland überwiegend nichtgewerblich von Privatleuten oder Vereinen organisiert. Die Veranstaltungen werden dabei mittlerweile mehrheitlich im Internet über spezialisierte Communitys und Online-Veranstaltungskalender beworben und koordiniert.
Die Teilnehmerzahlen der einzelnen Veranstaltungen variieren von einer Handvoll bis hin zu mehreren tausend Personen. Das jährlich in England stattfindende Gathering schaffte es einmal, fast 10.000 Spieler in einem Spiel zu vereinen. Die größten Veranstaltungen in Deutschland sind im Moment die Groß-Cons Conquest of Mythodea in Brokeloh und Drachenfest in Diemelstadt. An beiden Veranstaltungen nehmen je 6000 bis 9000 Spieler teil. Im Jahr 2023 verzeichnete das Conquest of Mythodea über 10 000 Teilnehmer (inklusive Team). Mit etwas weniger Teilnehmern kann auch das Epic Empires zu den Groß-Cons gezählt werden, die sich in ihrer Ausrichtung, Spielweise und Bewerbungsstandards unterscheiden. Solche Großveranstaltungen sind jedoch eher die Ausnahme. Übliche Veranstaltungsgrößen liegen zwischen 30 und 200 Teilnehmern.

### Genre und Ausrichtung

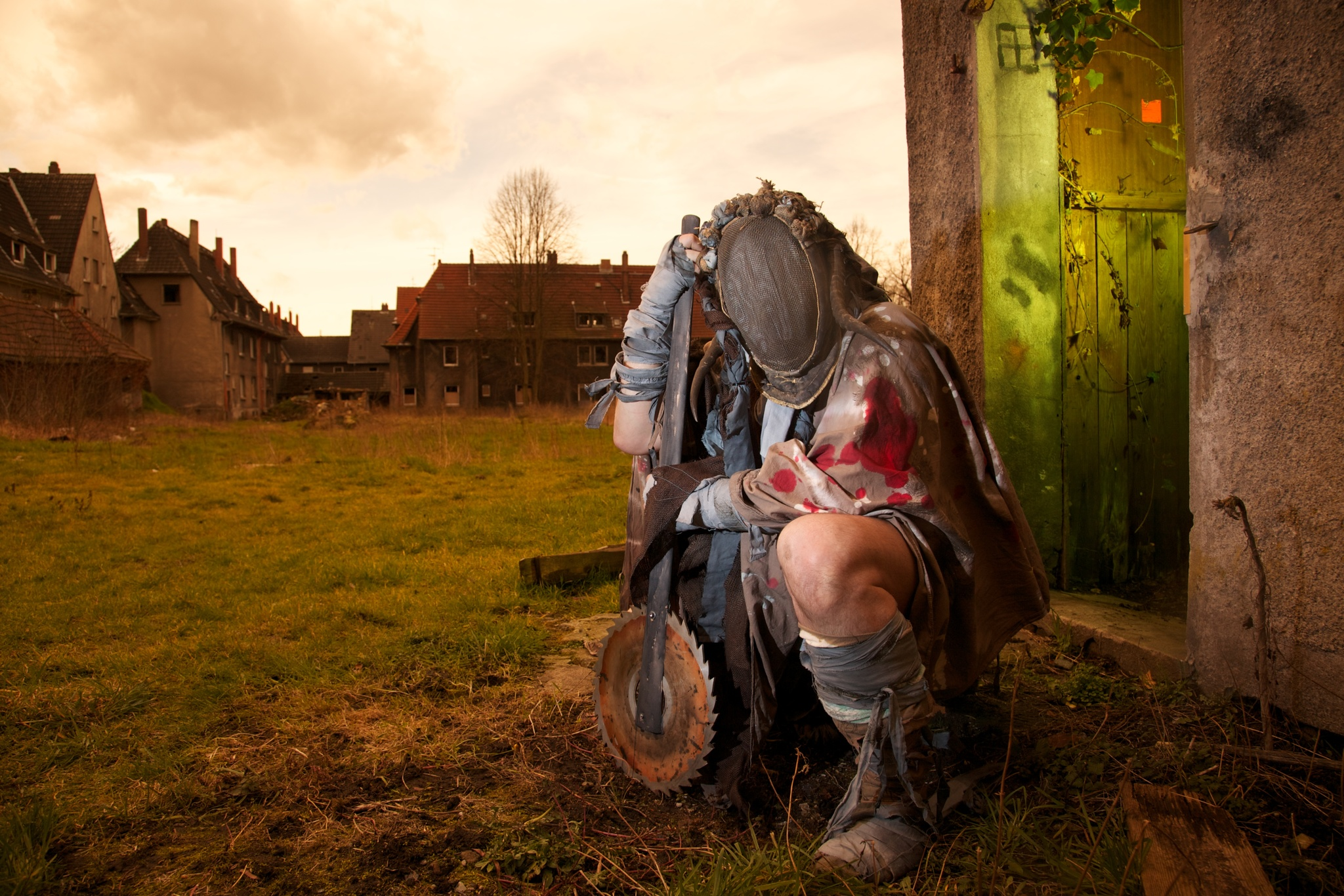
Charakter aus einem Endzeit-Szenario

Die Szenarien fallen in verschiedene Genres wie etwa Fantasy, Vampire, Western, Science Fiction, Horror, Endzeit/Postapokalypse, Cyberpunk oder Steampunk. Die meisten Veranstaltungen können dem Fantasy-Bereich zugeordnet werden.
Je nach thematischer Ausrichtung werden verschiedene Arten von Cons unterschieden, darunter Schlachtencons, Ambientecons, Abenteuercons, Hofhaltungen, Tavernencons und weitere. Fast immer anzutreffen sind jedoch Mischformen mit oder ohne Schwerpunkt, bei denen es dem Spieler überlassen bleibt, ob er sich zum Beispiel in der Taverne aufhalten, an Kampfhandlungen teilnehmen oder Rätsel lösen will.

## Organisationsformen

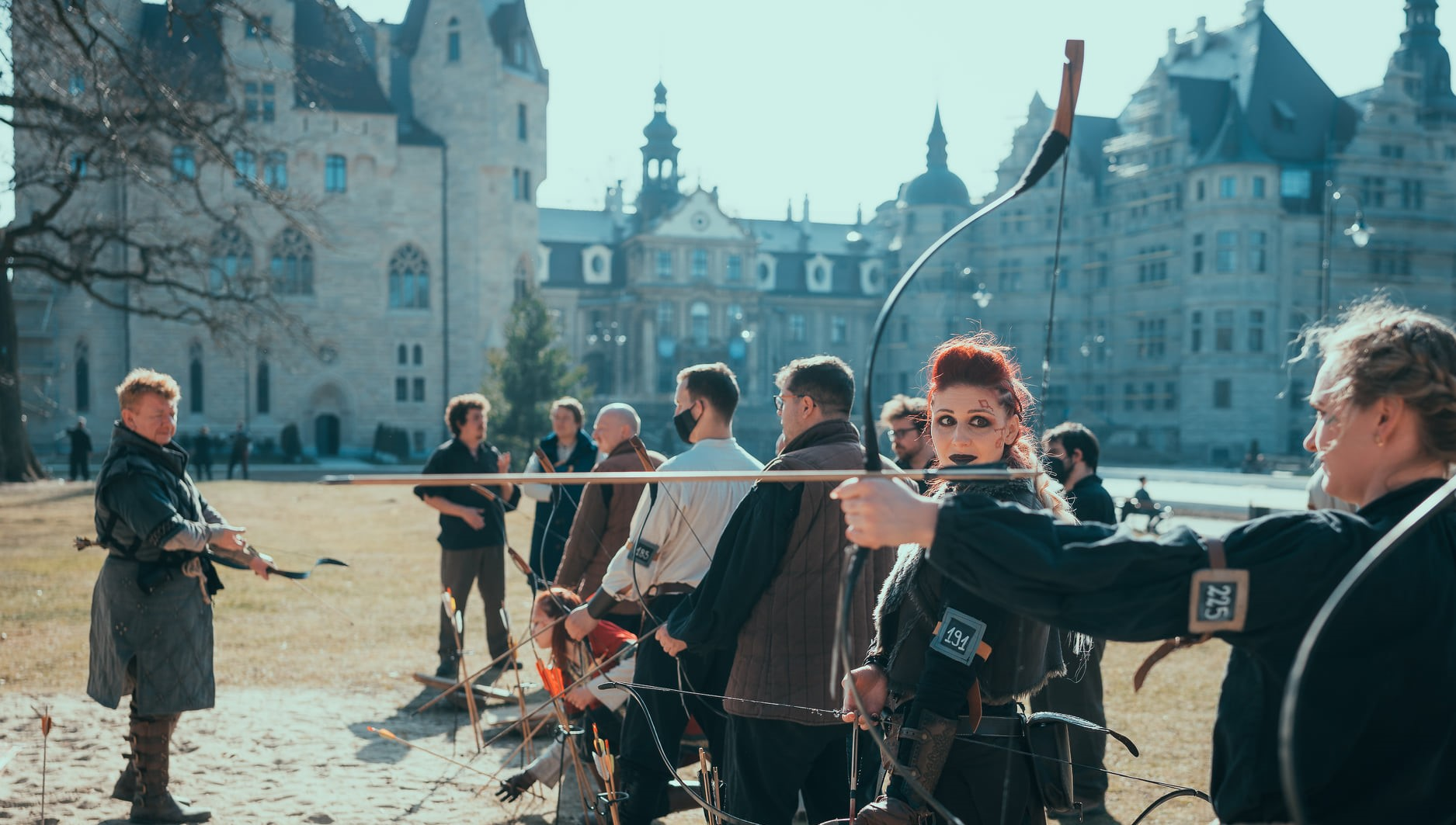
Bogenschießen als Ausbildungsinhalt in einer Witcher School

Live-Rollenspiele werden in der Regel von Vereinen, seltener von Privatleuten oder eigens dafür geschaffenen Unternehmen veranstaltet. Die Organisatoren einer LARP-Veranstaltung werden auch kurz als Orga bezeichnet. Im Fantasy-Genre gründen sich Vereine häufig, um in der Spielwelt eine gemeinsame Gruppierung (etwa einen Ritterorden, eine Magierschule oder ein Fantasy-Land) darzustellen. Einige Spielszenarien, die auf Lizenzen basieren, werden von kommerziellen Anbietern als LARPs veranstaltet, zum Beispiel Witcher oder Hogwarts.
Vor allem in den Genres Fantasy und Vampire schließen sich Veranstalter häufig zu sogenannten Kampagnen zusammen. Die Mitglieder einer Kampagne spielen in einer gemeinsamen Spielwelt; so hat etwa jeder Veranstalter ein eigenes Land auf einem fiktiven Kontinent und spielt dessen Geschichte. Die Länder knüpfen untereinander diplomatische Beziehungen oder führen Krieg gegeneinander. Auch hier ist fast nichts geplant, und es entwickelt sich alles beim Spielen. So kann niemand vor einer Schlacht deren Ausgang kennen, da sie eben nicht in den Köpfen der Spieler, sondern auf einem Schlachtfeld mit LARP-Waffen ausgetragen wird.

### Der Deutsche Liverollenspiel-Verband
Der Deutsche Liverollenspiel-Verband e. V. (DLRV) ging ursprünglich aus einer Fantasy-Kampagne hervor, tritt mittlerweile aber als übergreifender Interessenverband für das gesamte Liverollenspiel in der Bundesrepublik Deutschland auf. Der Verein versteht sich als Kommunikationsplattform für Liverollenspielerinnen und -spieler, -Organisationsteams und -Vereine und als Öffentlichkeitsorgan für Liverollenspiel. Der DLRV stellt Informationsmaterial für Interessierte zur Verfügung und präsentiert das Hobby in Messeauftritten und Einsteigerbroschüren. Um den Austausch unter deutschen Liverollenspielern zu fördern, veranstaltet der DLRV die jährliche Liverollenspiel-Konferenz „MittelPunkt“ und verleiht auf dieser den Preis für fortschrittliche Rollenspiel-Entwicklung in Deutschland (F.R.E.D.), mit dem herausragende, zukunftsweisende und innovative Liverollenspiel-Konzepte ausgezeichnet werden. Zu den Aktivitäten des Vereins gehört weiterhin die Arbeitsgemeinschaft Deutsche LARP-Forschung, ein Zusammenschluss von Wissenschaftlern aus dem deutschsprachigen Raum, die rund um das Thema LARP forschen und publizieren.

## Spielwelt und Handlung
Viele Veranstaltungen sind Abenteuerspiele, bei denen eine Spielleitung oder Orga (dies können, müssen aber nicht dieselben Personen sein) Ansätze zu einer Geschichte als Spielhandlung oder Plot vorbereitet hat. Die Handlung wird dabei durch Requisiten und vorbereitete Helfer präsentiert. Letztere werden analog zum Pen-&-Paper-Rollenspiel als Nicht-Spieler-Charaktere oder NSCs bezeichnet. Die Spielercharaktere sollen mit den NSCs interagieren und durch Rätsel, Spionage, Nachfragen, Kämpfe, Mutproben und Ähnliches die Spielhandlung verfolgen und zu einem Abschluss bringen.
In „freien“ Spielsystemen steckt die Spielleitung hingegen lediglich einen Rahmen ab, der sich hauptsächlich durch das Setting in der Spielwelt definiert. In diesem können die Spieler nach Spielbeginn frei agieren, ohne einen von der Spielleitung geplanten Handlungsfaden zu verfolgen. Interaktion ergibt sich hierbei aus der gemeinsamen Spielwelt und der gemeinsamen Geschichte der Spielercharaktere.

## Spielziel

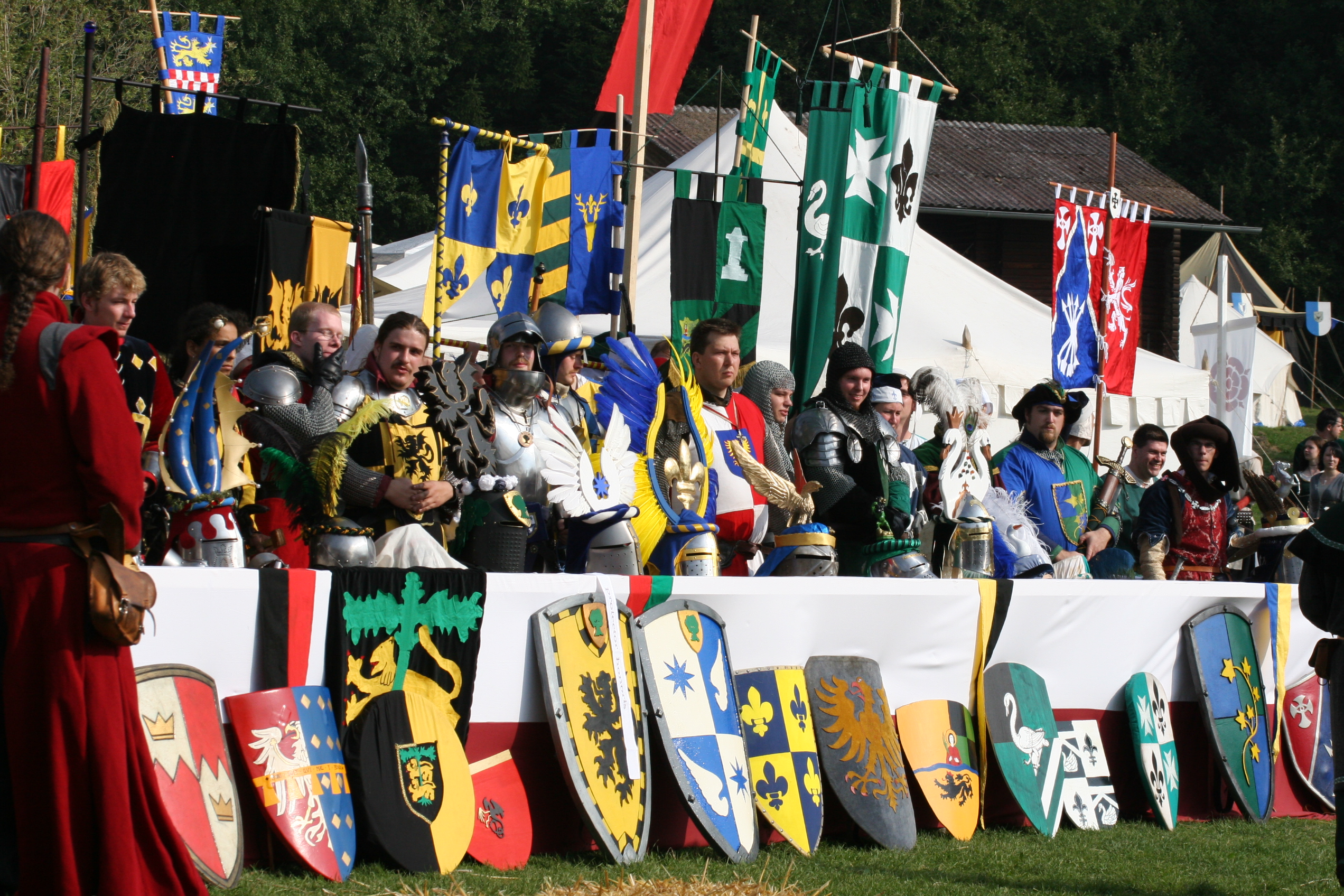
Ritter beim Turnier

Beim LARP gibt es normalerweise kein definiertes Spielziel. Das Spiel und der Spaß am Darstellen der Figuren ist hier das eigentliche Ziel. Dennoch kann die gewählte Spielfigur eigene Ziele verfolgen. So wird eine Kommissarin Verbrecher jagen, ihr Freund will sie aber vielleicht zum Heiraten überreden, und ein Dieb wird versuchen, nicht erwischt zu werden. In anderen Settings geht es teilweise nur um das Überleben der Spielercharaktere.
Des Weiteren können vom Spielleiter verschiedene Spielstränge, sogenannte Plots, angestoßen werden, aus denen sich Teilziele ergeben. Solch eine Plot-Idee könnte etwa die Versteigerung einer Schmucksammlung sein. Die Kommissarin wird bei der Auktion ein Auge auf die Gäste werfen wollen, der Dieb wird versuchen, das Glanzstück der Sammlung zu stehlen, und der Freund könnte versuchen, einen passenden Verlobungsring zu kaufen.
Gelegentlich werden auch Turniere oder eigene Sportarten wie Rumpelstumpf, Pompfball oder Jugger in den Spielfluss eingebunden.
Es gibt auch LARPs, die einen künstlerischen Anspruch erheben, meist hinsichtlich der schauspielerischen Leistung oder durch die Wahl des Spielthemas. Themen solcher Avantgarde-LARPs drehen sich gewöhnlich um Politik, Kultur, Religion, Sexualität oder die Conditio humana. In nordischen Ländern ist dieser Ansatz häufiger anzutreffen.
Zusätzlich zu Unterhaltungs- und künstlerischem Wert werden auch einige LARPs mit einem Erziehungs- oder Unterrichtsanspruch veranstaltet. So nutzt die dänische Schule Østerskov Efterskole LARP als Unterrichtsinstrument in mehreren Fächern. LARPs mit politischen Themen können versuchen, politisches Denken anzuregen oder zu formen.

## Regeln
Vor einer Veranstaltung wird normalerweise durch die Spielleitung (kurz SL) oder Orga ein Regelsystem festgelegt.
Zum Teil sind die Ursprünge des Liverollenspiels aus dem Pen-&-Paper-Rollenspiel an den verwendeten Regeln zu erkennen, mit denen fiktive oder nicht real auszuführende Spielelemente wie Magie, göttliche Wunder oder Kämpfe dargestellt werden. Wie auch im Bereich dieser Rollenspiele gibt es eine Vielzahl unterschiedlicher Regelsysteme.
Grundsätzlich lassen sich LARP-Regelwerke in zwei Gruppen einteilen:
- Punkte- bzw. fertigkeitenbasierte Regeln
Diese Regelwerke stehen stark in der Tradition des Pen-&-Paper-Rollenspiels. Die Eigenschaften der Spielfigur werden durch ein System von Punktwerten beschrieben, die jeweils eine bestimmte Fertigkeit der Figur repräsentieren. Hierunter fallen zum Beispiel die verbreitetsten Fantasy-Regelwerke „DragonSys“, „Silbermond“, „Phoenix“, „ThatsLive“, „Daimon“, „Mind’s Eye Theatre“ und „Das Schwarze Auge“.[12] In der Regel entwickelt sich der Charakter mit der Zeit weiter, wobei die Punktezahl den Ausbildungsstand der Figur symbolisiert. Meist wird eine Mischung aus Fähigkeiten angewendet: a) solche, die der Spieler wirklich haben muss (z. B. Kämpfen, Zielen, Laufen), b) solche, die er erlernen oder mit Erfahrungspunkten kaufen muss (z. B. Spurenlesen, Kämpferschutz), und c) solche, die nur dargestellt werden können, da sie nicht real durchführbar sind (z. B. Einsatz von Magie, Meucheln, Brauen von Giften, Heilen von Wunden).

- Punktelose Regelwerke oder Spielphilosophien
Nach dem Regelprinzip Du kannst, was Du darstellen kannst (DKWDDK) stehen der Spielfigur alle Fertigkeiten offen, die der Spieler selbst beherrscht oder glaubhaft darstellen kann. Auch Magie ist möglich, wenn diese entsprechend durch Spezialeffekte oder rein symbolische Handlungen präsentiert wird. Eine zusätzliche Begrenzung der Charaktereigenschaften durch Punktwerte gibt es nicht. In der Regel gibt es hier auch keine Notwendigkeit einer allmählichen Charakterentwicklung.[13]
Nach dem Regelprinzip Du kannst, was Du kannst (DKWDK) gibt es keine Magie oder sonstige Fähigkeiten, sondern nur Dinge, die vom Spieler tatsächlich durchgeführt werden können. Ein Spieler muss also, wenn er zum Beispiel „Spuren lesen“ will, tatsächlich in der Lage sein, Spuren deuten zu können.[14]

### In-Time und Out-Time
Während des Rollenspiels befinden sich die Spieler für gewöhnlich In Time (IT). Dies bedeutet, dass ihre gesamten Handlungen und Aussagen Teil des Spiels und ihrer jeweiligen Rolle sind und als solche von den anderen Spielern angesehen werden. Wenn ein, mehrere oder sogar alle Spieler kurzzeitig aus dem Spiel herausgehen müssen, so sind diese währenddessen Out Time (OT). Ihre Handlungen und Aussagen sind dann kein Teil des Spiels oder ihrer Rolle.
Damit andere Spieler unterscheiden können, ob ein Spieler In Time oder Out Time ist, wird meistens ein OT-Zeichen vereinbart, das ein Spieler aufzeigen muss, während er sich Out Time befindet. Beispielsweise kann dies eine gehobene geschlossene Faust sein. Mit dem OT-Zeichen kann auch eine allgemeine Spielunterbrechung ausgerufen werden, sodass alle Spieler automatisch bis zur Spielfortsetzung Out Time gehen.
Einige mögliche Gründe für das Verwenden des OT-Zeichens:
- Ein Spieler hat eine Frage zum Regelwerk des Rollenspiels. Er kann das OT-Zeichen zeigen und seine Frage stellen. Andere Spieler können ihm dann ebenfalls Out Time antworten. Besonders für neue Spieler, die mit dem meist komplexen Regelwerk nicht sonderlich vertraut sind, ist dies oft sehr nützlich.
- Ein Spieler, der sich verletzt hat und um Hilfe ruft, zeigt das OT-Zeichen, um anzuzeigen, dass sein Hilferuf kein Teil des Spiels ist. Dabei bringt das OT-Zeichen einen Sicherheitsaspekt mit sich.
- Eine Spielleitung möchte ein Ereignis ansagen, das nicht direkt ausgespielt werden kann. Zum Beispiel könnte die Spielleitung das Explodieren einer Bombe ankündigen. Die Spielleitung ruft mit aufgezeigtem OT-Zeichen einen sogenannten Freeze aus. Das Spiel unterbricht dann nicht wirklich, sondern die Spieler verharren in ihren Positionen. Das Spiel wird eingefroren. Die Spielleitung kündigt daraufhin die Bombe an und erwähnt noch weitere Details über die genaue Position, Stärke und Auswirkung der Bombe. Danach zählt sie einen Countdown herunter. In dem Moment, wenn der Countdown abläuft, endet der Freeze und im Spiel explodiert die Bombe. Die Spieler können dann ihre Reaktion auf die Explosion möglichst real ausspielen, beispielsweise durch Zusammenfahren oder schreckhaftes Schreien.[15][16]

Der Beginn des Spiels, bei dem alle Spieler In Time gehen, wird manchmal durch Passageriten wie eine „IT-Anreise“ gekennzeichnet.

## Waffen im Liverollenspiel

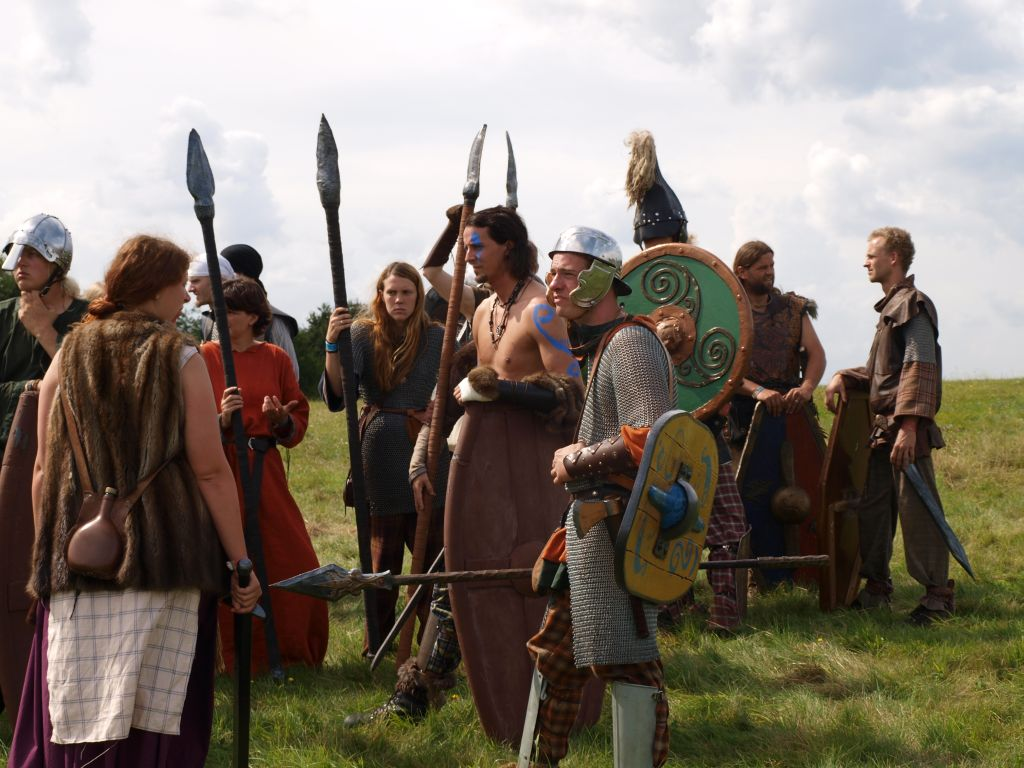
Mit Polsterwaffen ausgestattete Keltengruppe

Bewaffnete Konflikte werden im Liverollenspiel durch möglichst realistisch aussehende, aber relativ ungefährliche sogenannte Polsterwaffen simuliert. In den häufigen Fantasy-Szenarios kommen dazu Klingenwaffen wie Schwerter, Dolche und Äxte, aber auch Pfeil und Bogen zum Einsatz. Oft werden auch verschiedene Arten Rüstung getragen.
Der Grundaufbau einer Klingenwaffe besteht fast immer aus einem Stab aus glasfaserverstärktem Kunststoff, der mit Hochleistungsschaumstoff gepolstert wird. Der Schaumstoff wird in eine passende Form gebracht und mit einer stabilisierenden Schicht aus Latex oder Gewebeklebeband (Tape) überzogen. Seit mehreren Jahren sind auch Waffen gebräuchlich, die industriell und an einem Stück geschäumt werden.
Da die Polsterwaffen vor der jeweiligen Veranstaltung auf ihre Tauglichkeit geprüft werden und im Kampf nicht mit voller Wucht eingesetzt werden sollen, bleiben kämpferische Auseinandersetzungen im Normalfall körperlich ungefährlich. Ein Fiberglasstab, wie er im LARP-Waffenbau verwendet wird, ist enorm belastbar (bis zu 200 kg) und splittert im Falle eines Bruches nur minimal. Stiche mit Polsterwaffen sind im Allgemeinen nicht erlaubt, da hierbei Verletzungen nicht ausgeschlossen werden können.
Typischerweise werden zur gespielten Rolle passende Waffen verwendet. Eine Waffe für einen Ritter wird beispielsweise reich verziert, während das Schwert eines Orks verrostet und schartig aussieht. Hier kommt der Vorteil von Latexwaffen gegenüber Tapewaffen zur Geltung: Man kann sie mit filigranen Ornamenten versehen und detailliert bemalen.
Schusswaffen wie Bogen oder Armbrust sind bei der Mehrzahl von Veranstaltern im LARP erlaubt, wenn die Waffe eine bestimmte Zugkraft (etwa 4,5 kg bis 13,6 kg) nicht überschreitet und Pfeile und Bolzen ausreichend gepolstert sind. Dazu muss der Pfeil oder Bolzen anstatt einer Spitze eine dicke Polsterung (z. B. aus Schaumstoff) haben, die ein Durchstoßen des Pfeil- oder Bolzenschaftes verhindert und deren Aufschlagfläche größer als eine Augenhöhle ist. Der Umgang mit Armbrüsten ist Menschen unter 18 Jahren in Deutschland nach geltendem Waffenrecht verboten. Das gilt auch für Polsterarmbrüste.

## Geschichte
Liverollenspiele in ihrer modernen Form finden im deutschsprachigen Raum regelmäßig seit etwa 1990 statt. Bereits zuvor entwickelten sich parallel verschiedene Vorläufer, indem Mitglieder von Rollenspiel- und Fantasy-Clubs oder Teilnehmer an Fantasy-Postspielen begannen, Spielhandlungen auch real darzustellen. Auch die SCA dürfte frühen Einfluss gehabt haben.
Als erstes kommerzielles Live-Rollenspiel mit Initialwirkung gilt allerdings das DRACCON 1 im Jahre 1992 auf der Starkenburg bei Heppenheim an der Bergstraße, veranstaltet von Markus Hailer (Fa. Drachenschmiede), für das auch das erste LARP-Regelwerk in Deutschland entwickelt wurde: DragonSys. Es fand große Verbreitung und ist das wohl am meisten bespielte Regelsystem in Deutschland; daneben gibt es aber auch andere bekannte Regelwerke (siehe #Regeln).

### Anerkennung durch die Bundeszentrale für politische Bildung 2015
2015 wurde das Liverollenspiel Projekt Exodus, ein Battlestar-Galactica-LARP, von der Bundeszentrale für politische Bildung gefördert. Das Bundesamt für politische Bildung hat Projekt Exodus unter anderem genutzt, um zu erfahren, ob Liverollenspiele sich für politische Bildung eignen. Davon könnte unter Umständen abhängen, ob in Zukunft LARP für Jugend- und Erwachsenenbildung staatlich besser gefördert wird.
2015 bekam der Waldritter e. V. die Anerkennung zur Richtlinienförderung durch die Bundeszentrale für politische Bildung. Damit verfügte der Waldritter e. V. als einer der ersten Vereine dieser Art über ein Kontingent, um Bildungsveranstaltungen im Bereich der politischen Bildung durchzuführen.

## Verwandtes und Abgrenzung
Da auch im Liverollenspiel eine Rolle ohne vorgegebenes Drehbuch dargestellt wird, werden oft Parallelen zum Improvisationstheater gezogen, wobei hier im Gegensatz zum LARP zumeist für ein Publikum gespielt wird. Demgegenüber wird beim Cosplay meist nur ein kurzer Auftritt vor Publikum einstudiert und die Kostümierung als eine oft weit bekannte Figur, z. B. ein Superheld, steht im Vordergrund.
Da viele Liverollenspiele des Fantasy-Genres in einer mehr oder weniger mittelalterlich geprägten Welt spielen, interessieren sich viele Liverollenspieler für Mittelaltermärkte und historischen Schaukampf und einige auch für Reenactment und Living History. Seit etwa 2004 kursiert auch der Begriff des Reenlarpments, was in etwa die Wiederbelebung historischer Ereignisse mittels Liverollenspiel (LARP) zum Ziel hat.
Im Rahmen von Sprachunterricht können LARP-ähnliche Rollenspiele (interactive dramas) eingesetzt werden, damit die Teilnehmer in der zu lernenden Sprache schriftlich und mündlich improvisieren.
Auch Krimispiele bzw. Krimiparties und Krimidinner bedienen sich teilweise ähnlicher Elemente wie das Liverollenspiel. Fantasy-Indoor-Welten (zum Beispiel Heldenverlies, Drachenlabyrinth, Phönixburg etc.) sind Hallenspielplätze mit Live-Rollenspiel-Elementen.
Airsoft LARP (ASLARP) steht für Liverollenspiele, die mit Airsoft-Waffen durchgeführt werden und so die Darstellung modernerer Kampf- und Konfliktszenarien (z. B. Polizei und Kriminelle) oder militärischer Auseinandersetzungen ermöglichen. Da von der Verwendung von Airsoft-Waffen reale Gefahren ausgehen, kann dies nur an geeigneten Orten und mit entsprechender Schutzausrüstung geschehen. In Deutschland und anderen europäischen Ländern fällt zudem ein Teil der Airsoft-Waffen unter das Waffengesetz, dadurch gelten noch weitere, einschränkende und zum Teil unterschiedliche Bestimmungen für ASLARP.
Ein Live Alternate Reality Game (LARG) ist eine Mischform aus Liverollenspiel (LARP) und Alternate Reality Game (ARG), bei dem die Grenze zwischen Realität und Spiel verschwimmt. LARGs spielen oft im Krimi- oder Spionage-Genre.

## Politische Vereinnahmung von LARP-Spielprinzipien
Bereits 2009 hatte der Politikberater Peter Mandaville bezugnehmend auf den Islamismus die Frage gestellt, ob man noch mit einem geschlossenen Weltbild oder vielmehr mit jungen Muslimen konfrontiert sei, die sich dem Rollenspiel einer „großen Erzählung“ widmeten, die gleichermaßen Anleihen aus der Popkultur wie aus religiösen Lehren nehme. Dies könne den Zeitraum, bis ein Individuum zur Gewaltanwendung bereit sei, deutlich verringern, da keine ideologische Radikalisierung im klassischen Sinne mehr erforderlich sei. Die Übernahme von Spielprinzipien von LARP und ARGs in die politische Agitation extremistischer Bewegungen wie QAnon findet seit den Anschlägen von Christchurch 2019 und dem Sturm auf das Kapitol 2021 verstärkte Beachtung. Ähnlich wie die durch die Alt-Right unterwanderte Meme-Kultur und Netzwerke wie Reconquista Germanica ermöglicht das Verschwimmen der Grenzen von Realität und Spiel die niedrigschwellige Übernahme politischer Ansichten und die Erhöhung der Handlungsbereitschaft der Agitierten.
Der Historiker Quinn Slobodian will in den andauernden Überspitzungen und der Infragestellungen von Normen durch Regierungen wie die Trumps und Mileis sowie deren Umfeld ebenfalls LARP-Adaptionen erkennen. Nicht nur sei die Neigung einiger Schlüsselfiguren zum LARPing bekannt, sondern die Methode eigne sich auch zur zunächst nur belächelten aber letztlich akzeptanzsteigernden Einführung kontroverser Positionen in den politischen Diskurs. Es bilde sich eine neue „Staatskunst“ heraus. So habe etwa Balaji Srinivasan die Frage aufgeworfen, ob man nicht nach entsprechenden Erfolgen mit vom Vertrauen der Nutzer abhängiger Kryptowährungen auch eine neue Staatsform LARPen könne.

## Künstlerische Rezeption
Auch das LARP hat, wie das Pen-&-Paper-Rollenspiel, seine Spuren in verschiedenen Medien hinterlassen:
- Im Film Labyrinth der Monster (1982) spielt Tom Hanks einen P&P-Rollenspieler, der den Bezug zur Realität verliert, als die Rollenspiele als LARP gespielt werden.
- Im isländischen Film Astrópía (2007) beginnt die Protagonistin Hildur ihre Arbeit in einem Comic- und Rollenspielladen, wo sie auch mit der LARP-Szene in Berührung kommt.
- In der Komödie Vorbilder?! (2008) freunden sich ein sozial isolierter Junge und sein Betreuer über dessen Hobby LARP an. Das Finale des Films besteht in einer größeren LARP-Schlacht.
- Im Film The Wild Hunt (2009) verliert eine Gruppe LARPer den Bezug zur Realität, nachdem es zu sozialen Konflikten auf der Real-Life-Ebene gekommen ist.
- Im Roman Saeculum (2011) verwebt Ursula Poznanski die Ebenen von LARP und realem Leben zu einem spannenden, mehrfach ausgezeichneten Thriller für Jugendliche und Erwachsene.[29]
- Der Dokumentarfilm Die Herren der Spiele (2012) begleitet drei deutsche Live-Rollenspieler bei der Ausübung des Hobbys.[30]
- Der Dokumentarfilm Wochenendkrieger (2012) porträtiert fünf deutsche Live-Rollenspieler.[31]
- Im Film Knights of Badassdom (2013) beschwören LARPer aus Versehen einen echten Dämon herauf.
- In der Episode 8x11 „Blutiges Spiel“ (2013) der Serie Supernatural kann einer der LARPer eine Fee versklaven und so „echte Magie“ anwenden.
- In der Pilotfolge Kampf um Thandrien seiner Mockumentary Meine heile Welt: Die Deutschen und ihre Hobbies (2017) stellt Michael Kessler den Installateur Baggi dar, der in seiner Freizeit auf LARPs in die Rolle des Kriegers Bagor schlüpft.[32]
- Im Roman Mörderspiel (2018) von Daniela Beck stößt eine Gruppe LARPer auf ungelöste Rätsel aus der Vergangenheit.
- In der amerikanischen Comedy-Horror-Serie What We Do in the Shadows (2019–2024) suchen Vampire unter Live-Rollenspielenden nach Jungfrauen.
- Im Jugendbuch Sommernerdstraum (2021) von Cornelia Franke erlebt Ruby (Lady Ruby) mit Freunden Abenteuer auf einem LARP und muss sich der Vergangenheit stellen.[33]
- Im 3D-Adventure Life is Strange: True Colors (2021), dem dritten Haupttitel der Spielereihe, nimmt die Protagonistin Alex in ihrem neuen Heimatort mit dem Jungen Ethan an einem LARP teil.
- Die dreiteilige Dokuserie Weltenspieler (2022) folgt deutschen Live-Rollenspielern in verschiedenen Settings.[34]
- Im Roman Menaris – Untergang eines Helden (2024) überwindet die Protagonistin ihre Angststörungen, als sie ihre wahre Bestimmung als Anführerin einer LARP-Gruppe entdeckt.[35]

### Aufsatzsammlungen
- LARP: Hinter den Kulissen (Aufsatzsammlung zum MittelPunkt 2009) von Karsten Dombrowski (Hrsg.), Braunschweig: Zauberfeder, 2009, ISBN 978-3-938922-21-7.
- LARP: Einblicke (Aufsatzsammlung zum MittelPunkt 2010) von Karsten Dombrowski (Hrsg.), Braunschweig: Zauberfeder, 2010, ISBN 978-3-938922-23-1.
- LARP: Über den Tellerrand (Aufsatzsammlung zum MittelPunkt 2011) von Karsten Dombrowski (Hrsg.), Braunschweig: Zauberfeder, 2011, ISBN 978-3-938922-29-3.
- LARP und ich (Aufsatzsammlung zum MittelPunkt 2012) von Karsten Dombrowski (Hrsg.), Braunschweig: Zauberfeder, 2012, ISBN 978-3-938922-35-4.
- LARP: Nur ein Spiel? (Aufsatzsammlung zum MittelPunkt 2013) von Karsten Dombrowski, Rafael Bienia (Hrsg.), Braunschweig: Zauberfeder, 2013, ISBN 978-3-938922-39-2.
- LARP: Kommunikation (Aufsatzsammlung zum MittelPunkt 2014) von Rafael Bienia (Hrsg.), Braunschweig: Zauberfeder, 2014, ISBN 978-3-938922-87-3.
- LARP: Zeug (Aufsatzsammlung zum MittelPunkt 2015) von Rafael Bienia und Gerke Schlickmann (Hrsg.), Braunschweig: Zauberfeder, 2015, ISBN 978-3-938922-58-3.
- LARP und die (anderen) Künste (Aufsatzsammlung zum MittelPunkt 2016) von Rafael Bienia und Gerke Schlickmann (Hrsg.), Braunschweig: Zauberfeder, 2016, ISBN 978-3-938922-74-3.
- LARP: Silberhochzeit (Aufsatzsammlung zum MittelPunkt 2017) von Rafael Bienia und Gerke Schlickmann (Hrsg.), Braunschweig: Zauberfeder, 2017, ISBN 978-3-938922-80-4.
- LARP: Geschlechter(rollen) (Aufsatzsammlung zum MittelPunkt 2018) von Rafael Bienia und Gerke Schlickmann (Hrsg.), Braunschweig: Zauberfeder 2018, ISBN 978-3-938922-96-5.
- LARPokalypse (Aufsatzsammlung zum MittelPunkt 2019) von Rafael Bienia (Hrsg.), Braunschweig: Zauberfeder, 2019, ISBN 978-3-96481-001-4.
- LARP: Dokumentation (Aufsatzsammlung zum MittelPunkt 2020) von Rafael Bienia und Gerke Schlickmann (Hrsg.), Braunschweig: Zauberfeder 2020, ISBN 978-3-96481-014-4.

### Zeitschriften
- LARPzeit, ein seit 2003 vierteljährlich erscheinendes Magazin, Braunschweig: Zauberfeder.